# Daingerfield (Teksas)
Daingerfield je grad u američkoj saveznoj državi Teksas. Prema popisu stanovništva iz 2010. u njemu je živjelo 2.560 stanovnika.